# خالد محمد الزهراني
خالد محمد الزهراني هو أحد المشتبه بهم في المساهمة بشكل أو بآخر في تنفيذ أحداث 11 سبتمبر ، أول استجواب له سجل في 20 أبريل 2002 ، و إتهم بأنه كان يتدرب معسكر الفاروق بأفغانستان و كان في معتقل غوانتانامو و خرج من المعتقل في يوليو 2007 .